# 平面螈属
平面螈是一属生活于二叠纪中期的离片椎类两栖动物，该物种发现有一具成年个体，包括一具长约28厘米头骨，体长推测为250厘米。该物种的化石残骸发现于俄罗斯联邦巴什科尔托斯坦共和国的别列别伊市，其学名Platyoposaurus意为：“扁平脸的蜥蜴”,而原名Platyops则被其他物种先占有。

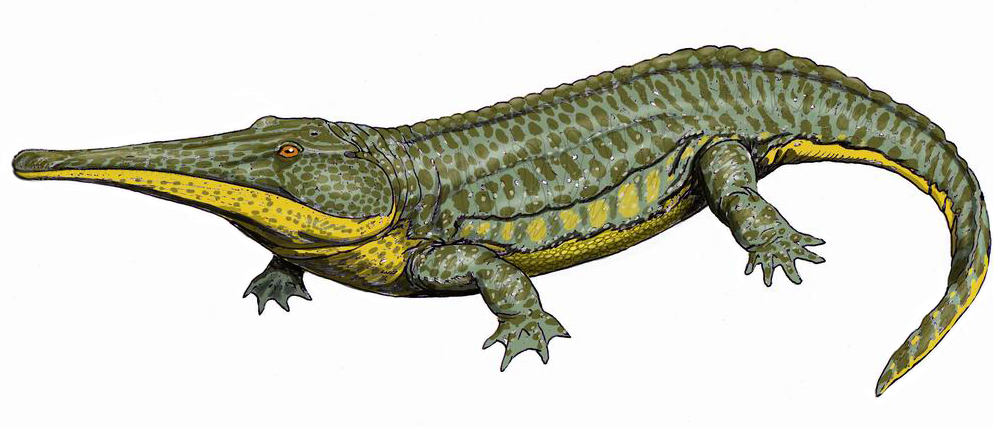
斯氏平面螈的复原图

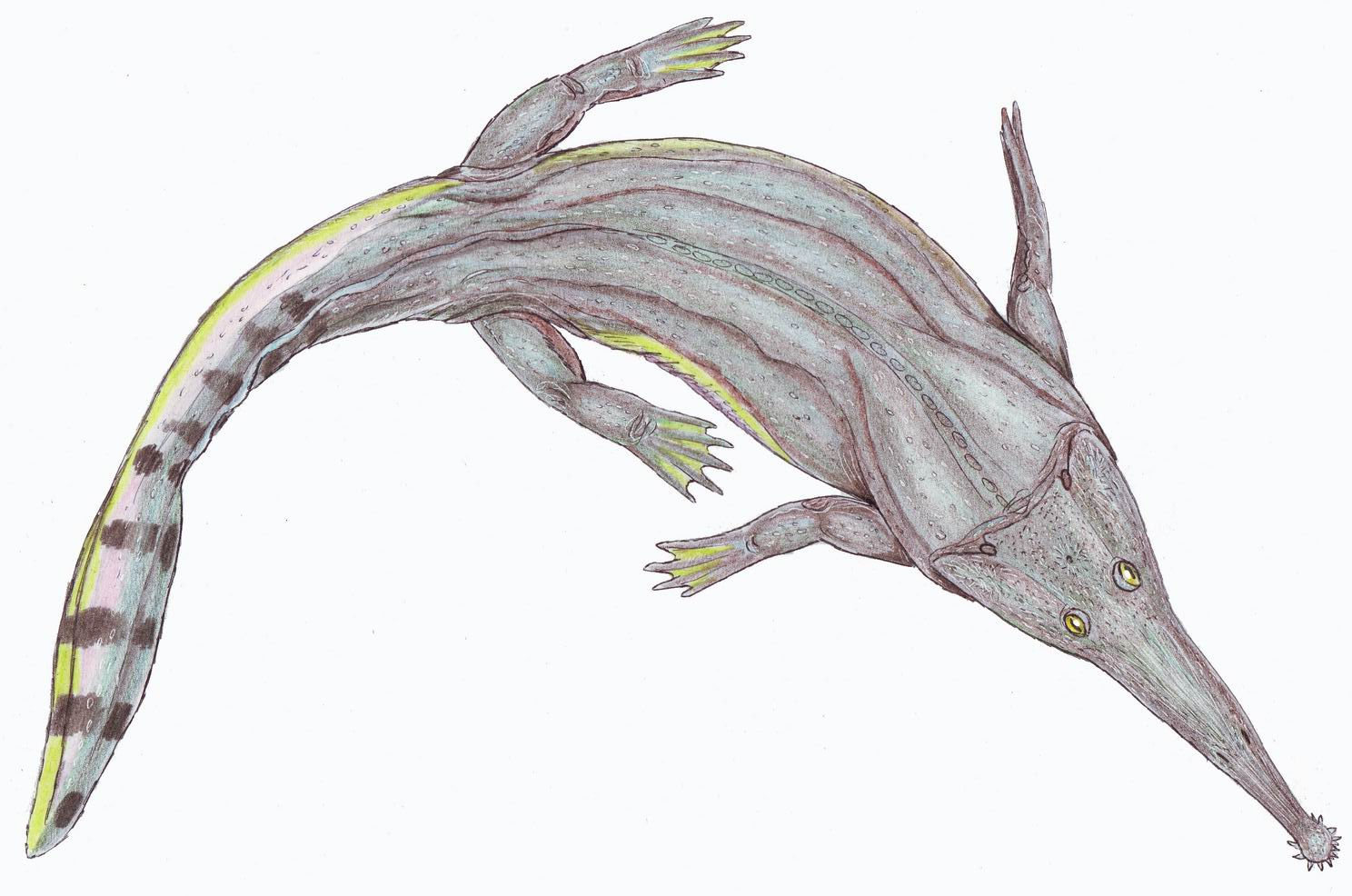
沃氏平面螈的复原图